# Belles-Fontaines
Belles-Fontaines est une commune nouvelle française qui existe à partir du 1er janvier 2025 dans le département de Haute-Saône et la région Bourgogne-Franche-Comté. Elle résulte de la fusion des communes de Courchaton, Georfans et de Vellechevreux-et-Courbenans.

## Histoire
La commune est créée le 1er janvier 2025 à la suite d'un arrêté préfectoral du 9 décembre 2024 par la fusion des communes de Courchaton, Georfans et de Vellechevreux-et-Courbenans. Le chef-lieu de la commune nouvelle est fixé à la mairie de l'ancienne commune de Courchaton.

## Politique et administration
Jusqu'aux prochaines élections municipales françaises de 2026, le conseil municipal de la commune nouvelle est constitué de l'ensemble des membres en exercice des conseils municipaux des trois communes fondatrices.

### Liste des maires

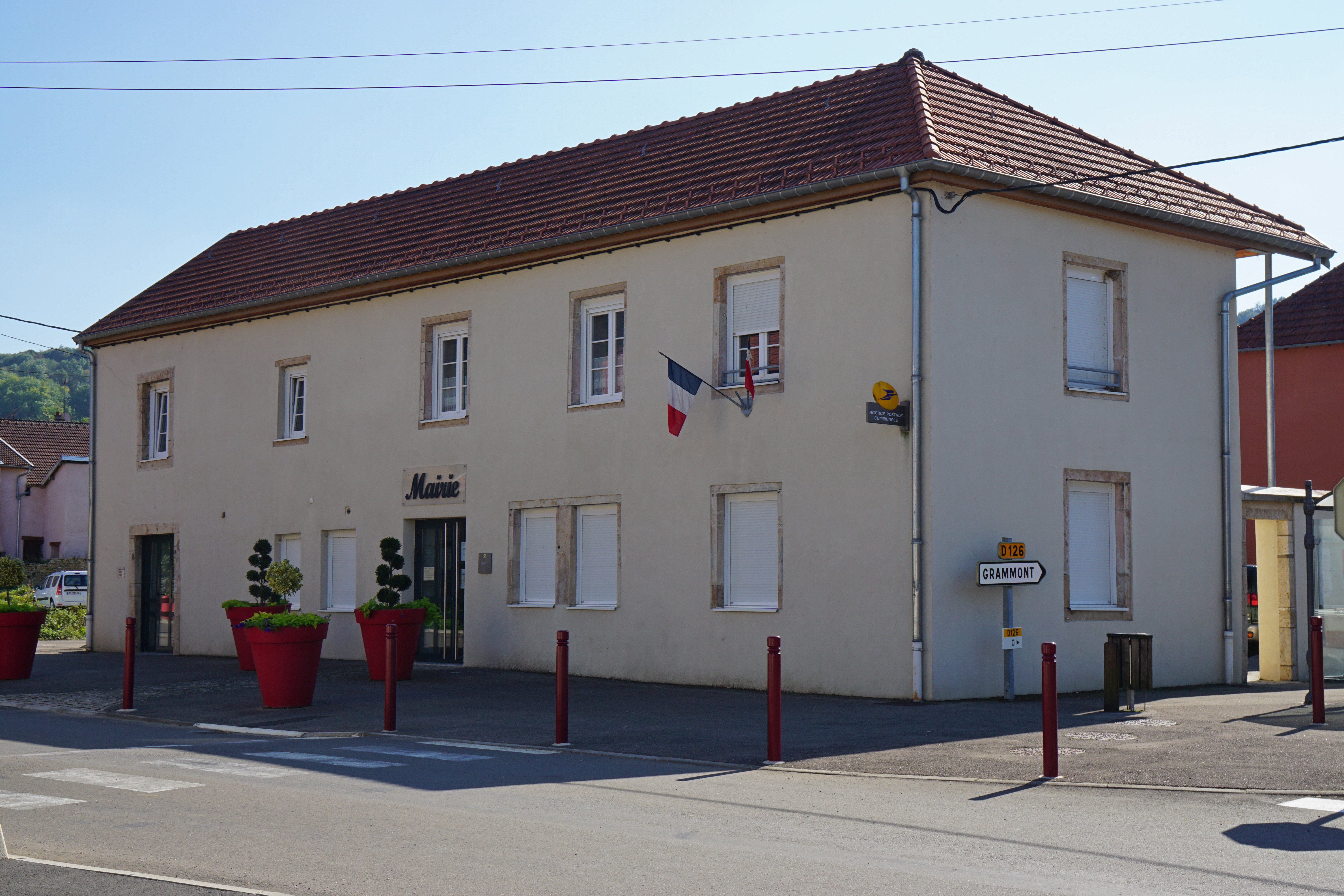
La mairie.

| Période | Période  | Identité | Étiquette | Qualité |
| ------- | -------- | -------- | --------- | ------- |
| 2025    | En cours |          |           |         |

### Communes déléguées
| Nom                         | Code Insee | Intercommunalité          | Superficie (km2) | Population (dernière pop. légale) | Densité (hab./km2) |
| --------------------------- | ---------- | ------------------------- | ---------------- | --------------------------------- | ------------------ |
| Courchaton (siège)          | 70180      | CC du Pays de Villersexel | 13,53            | 445 (2022)                        | 33                 |
| Georfans                    | 70264      | CC du Pays de Villersexel | 2,99             | 40 (2022)                         | 13                 |
| Vellechevreux-et-Courbenans | 70530      | CC du Pays de Villersexel | 9,14             | 118 (2022)                        | 13                 |

## Population et société

### Démographie
L'évolution du nombre d'habitants est connue à travers les recensements de la population effectués dans la commune depuis sa création.

En 2022, la commune comptait 603 habitants.
| 2021 | 2022 |
| ---- | ---- |
| 604  | 603  |

## Culture locale et patrimoine
La commune comporte deux églises avec clocher comtois à Courchaton et Vellechevreux-et-Courbenans.

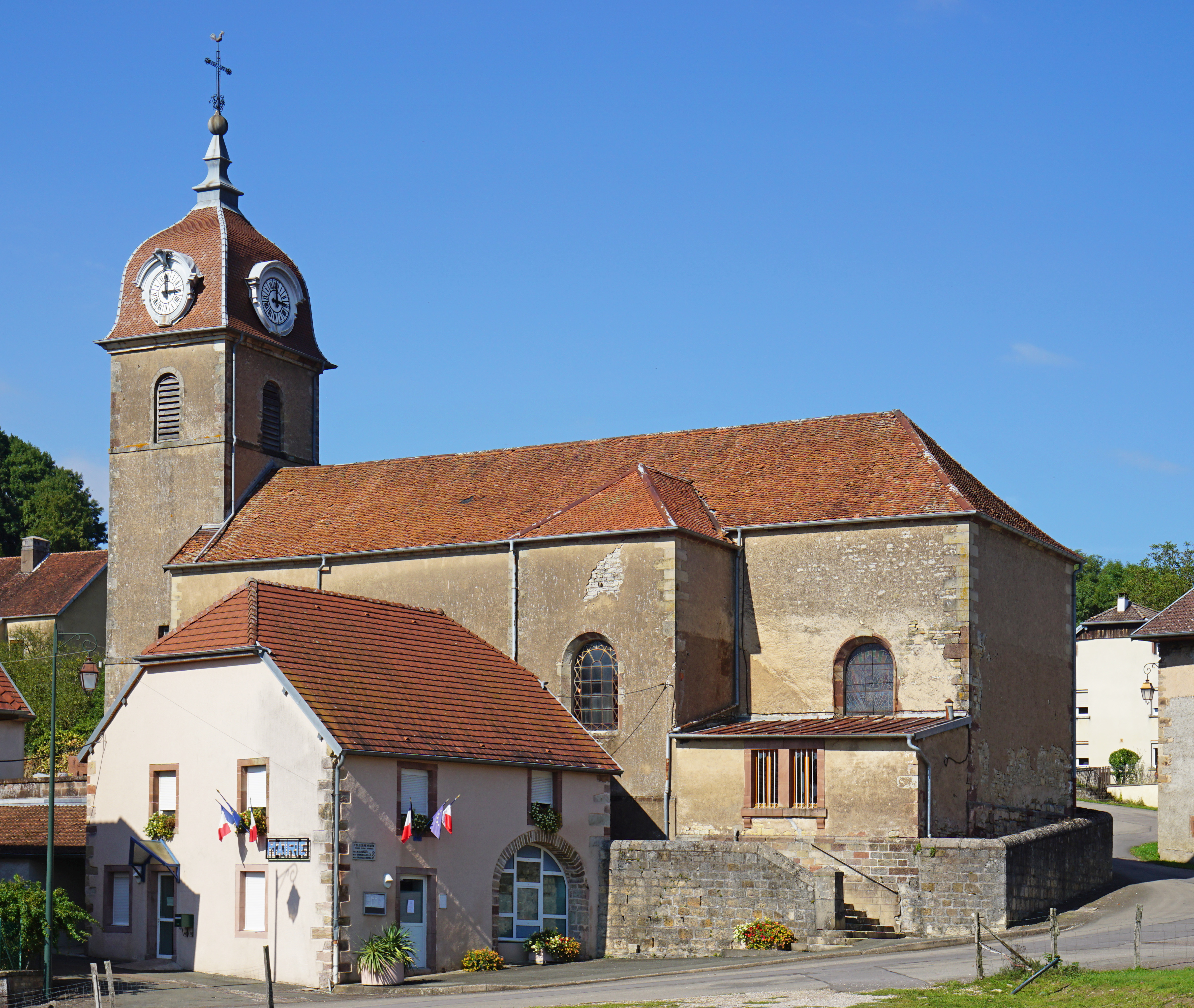
L'église et l'ancienne mairie de Vellechevreux-et-Courbenans.
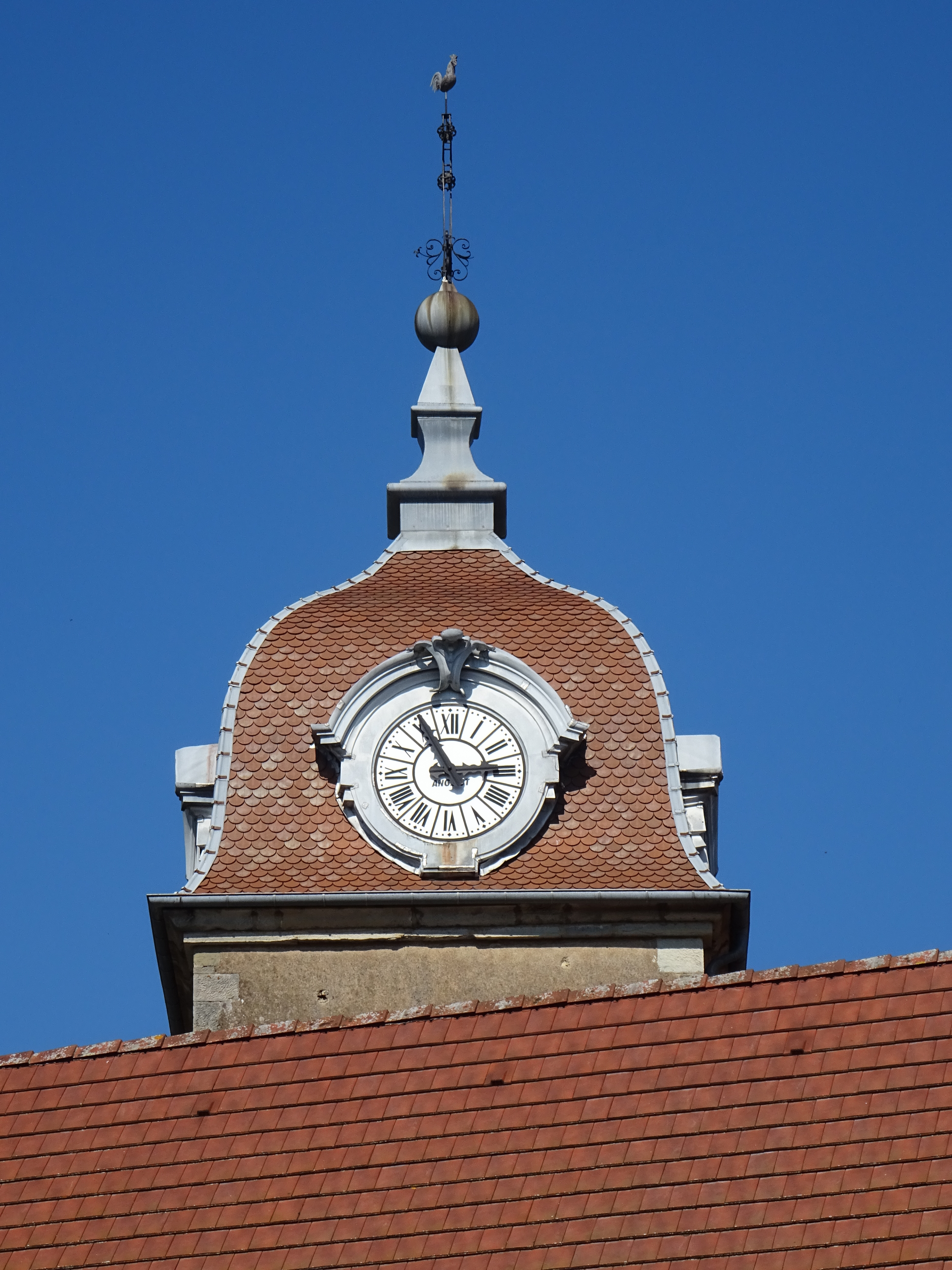
Clocher comtois avec horloge.
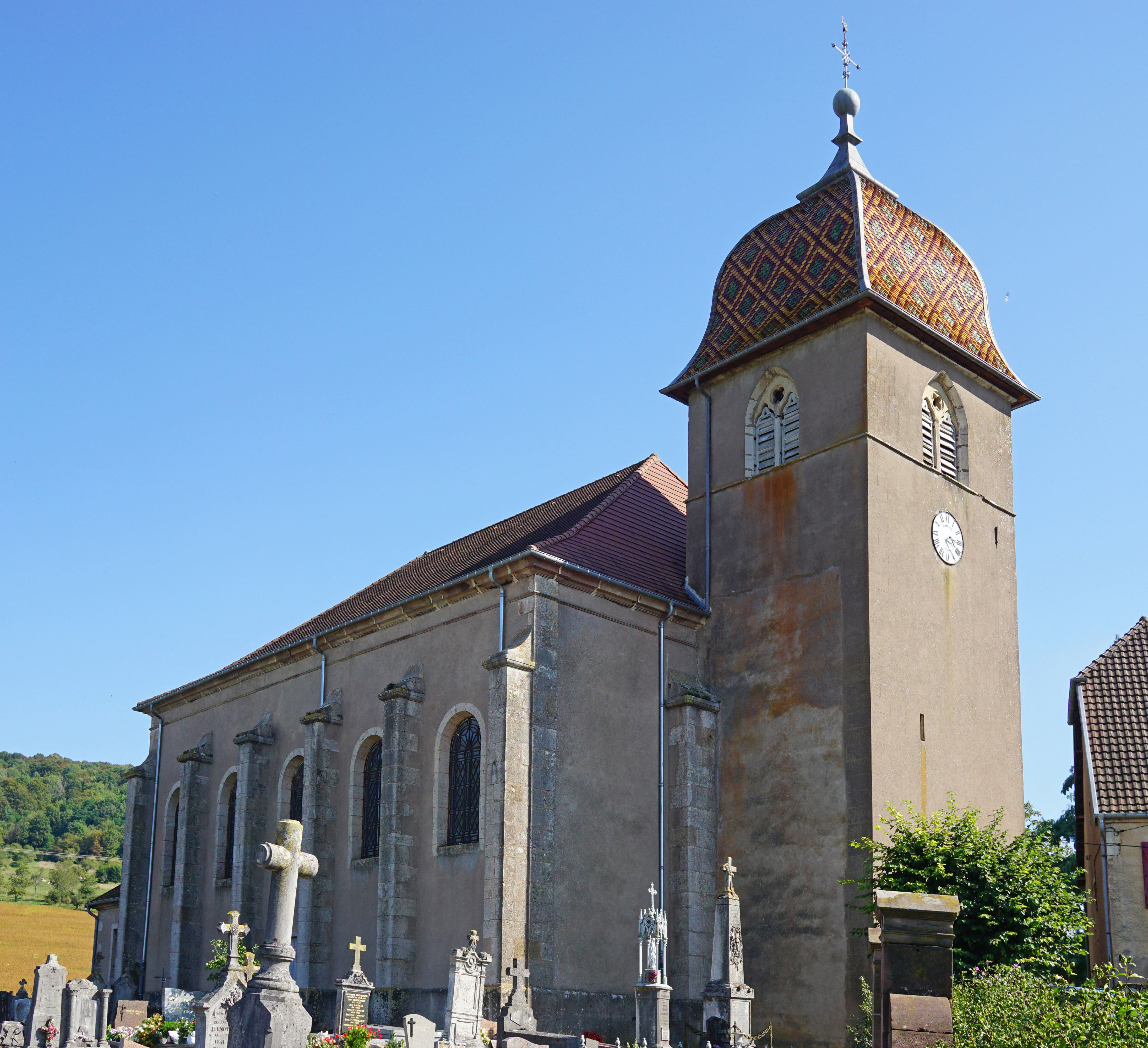
L'église de Courchaton.
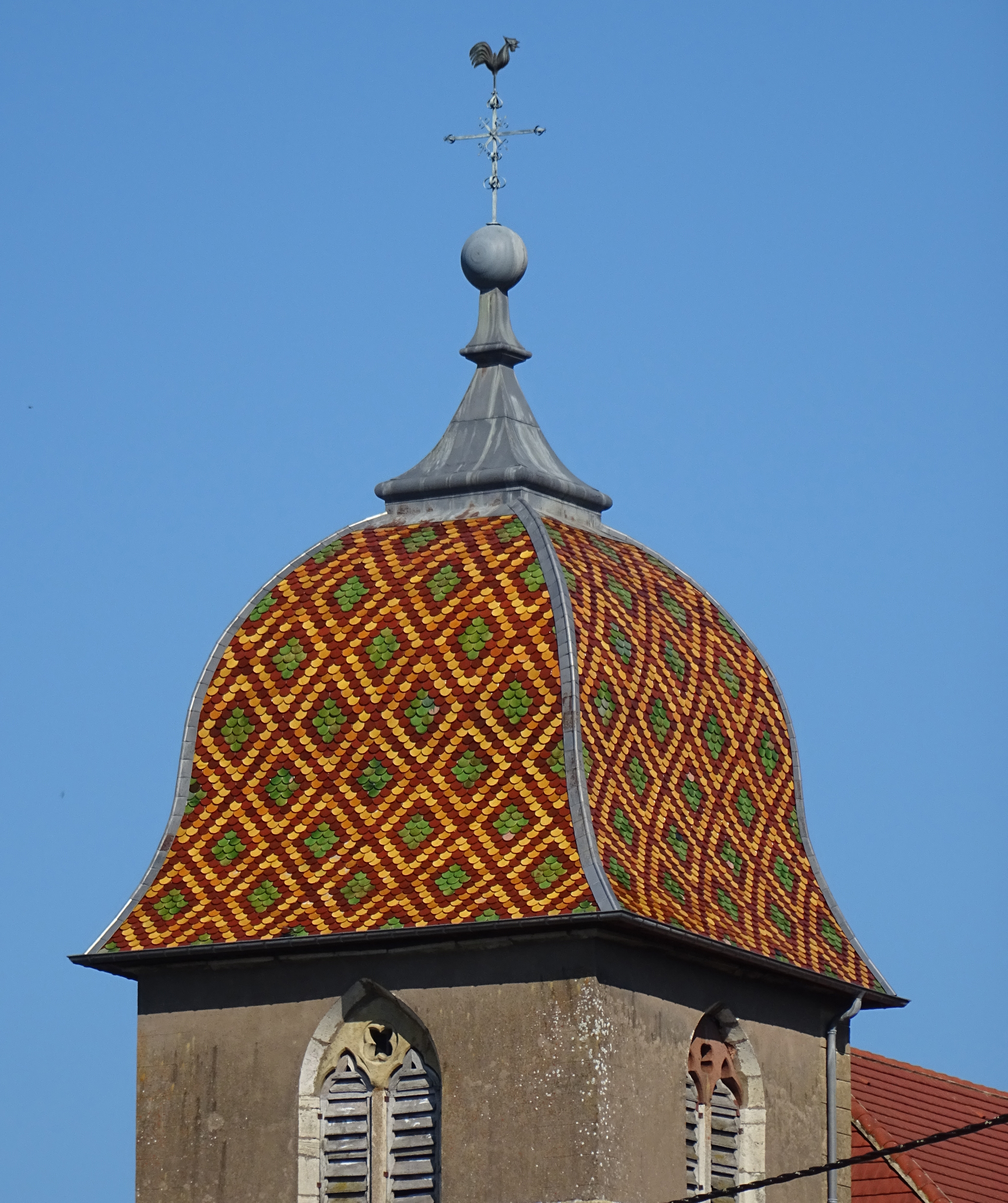
Clocher comtois à motif.

Chaque commune rend hommages aux morts pour la France des deux guerres mondiales.

Monuments aux morts
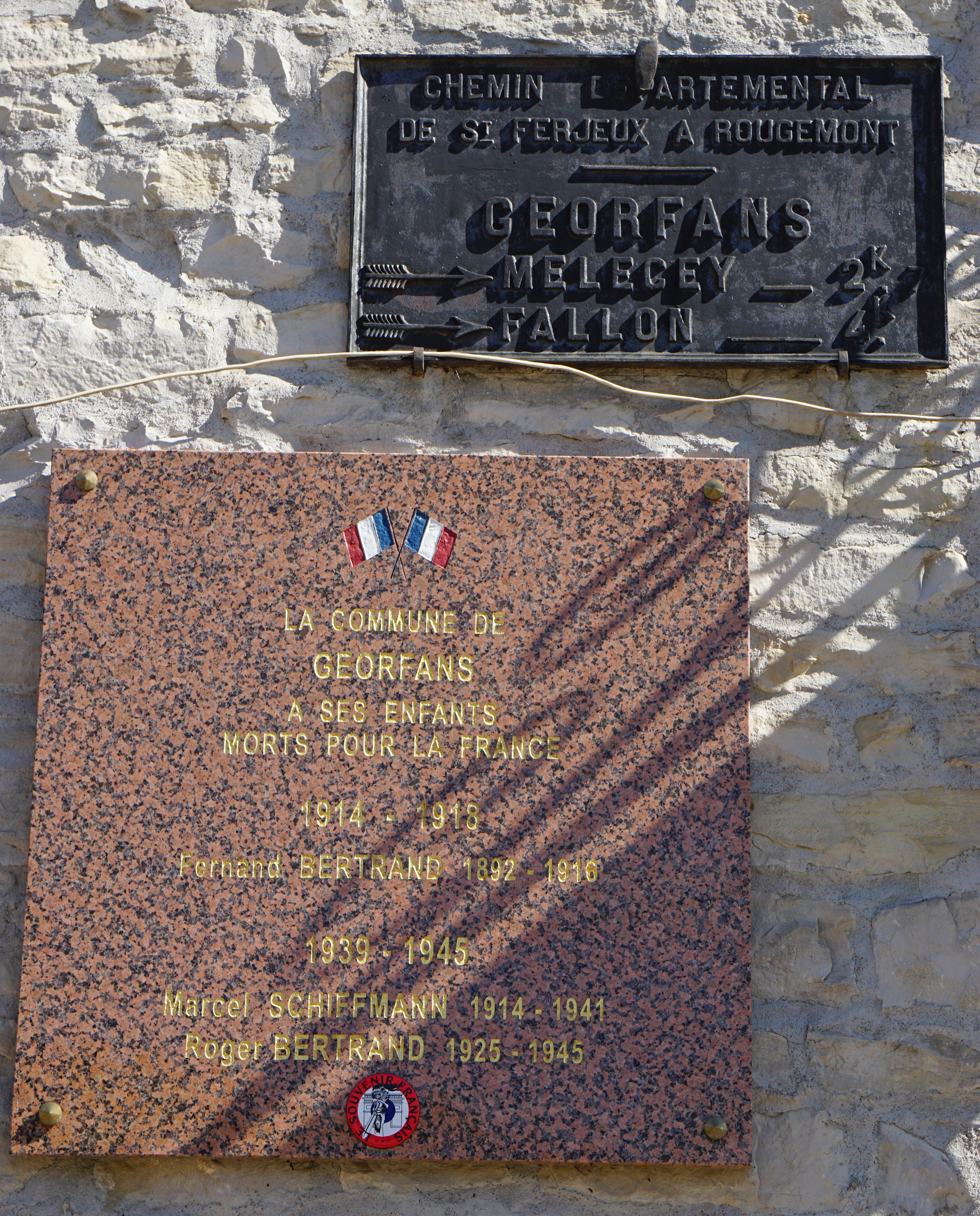
Goerfans.
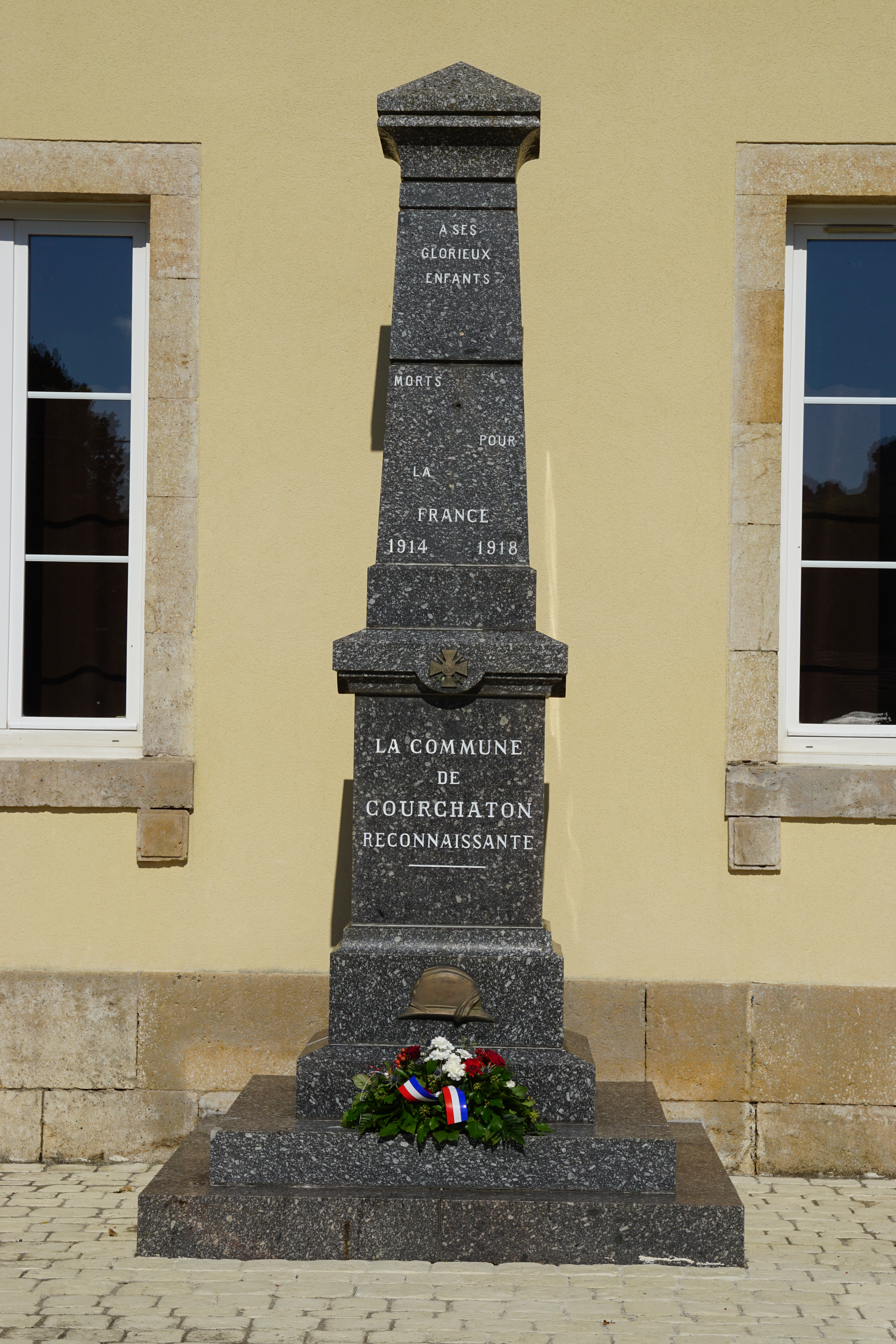
Courchaton.
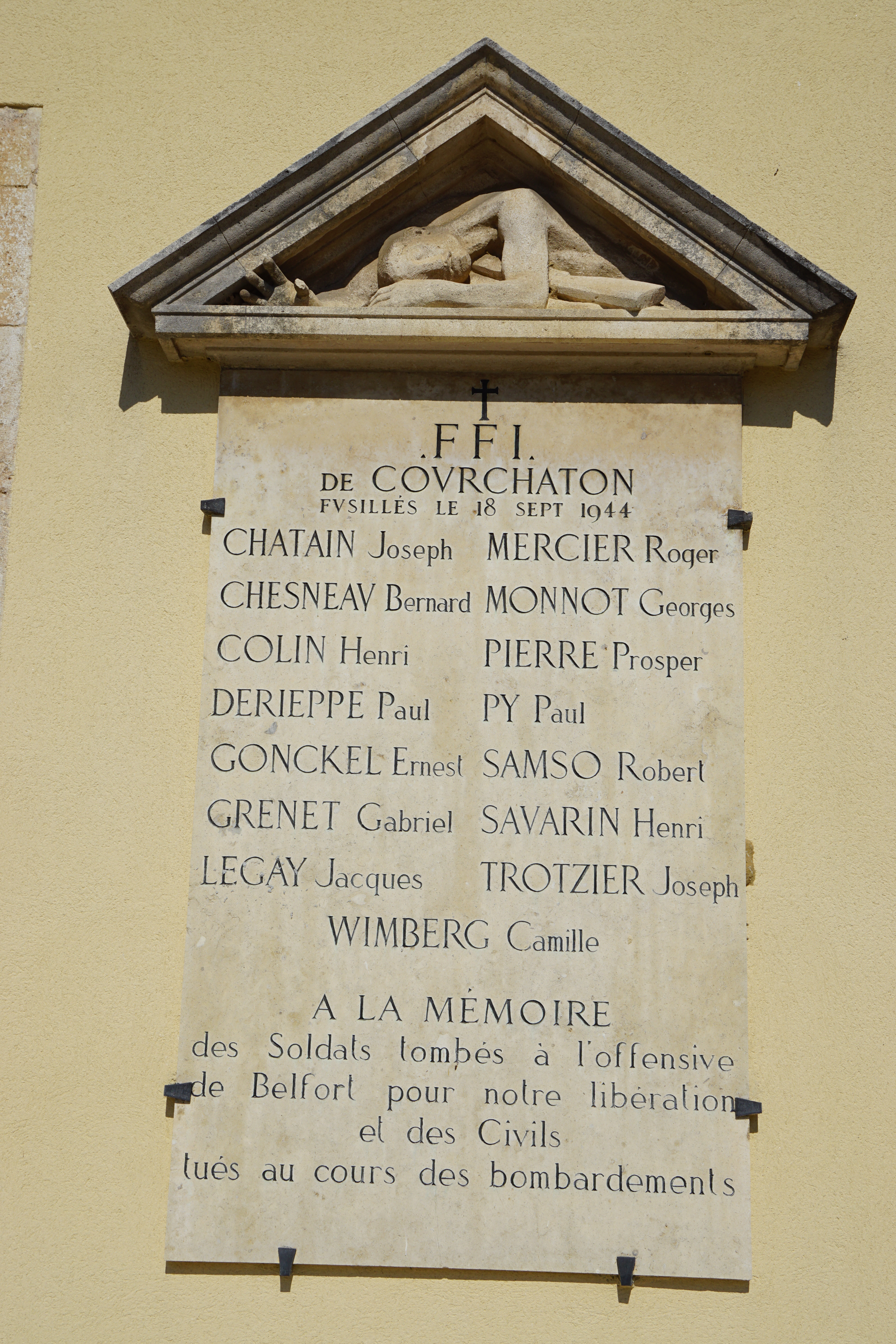
Courchaton (FFI).
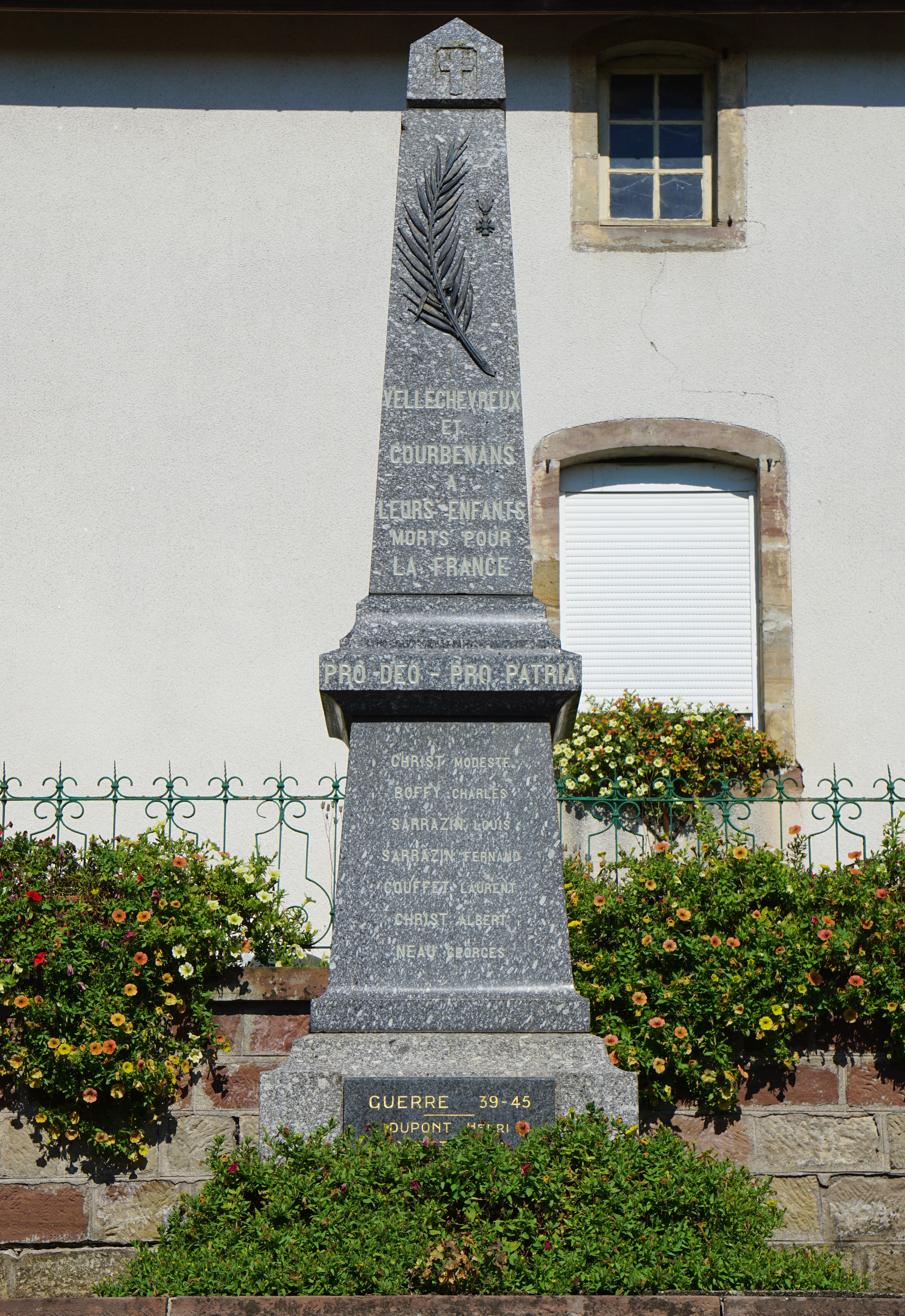
Vellechevreux-et-Courbenans.

Tous les villages sont équipés de multiples fontaines ayant donnés leur nom à la commune.

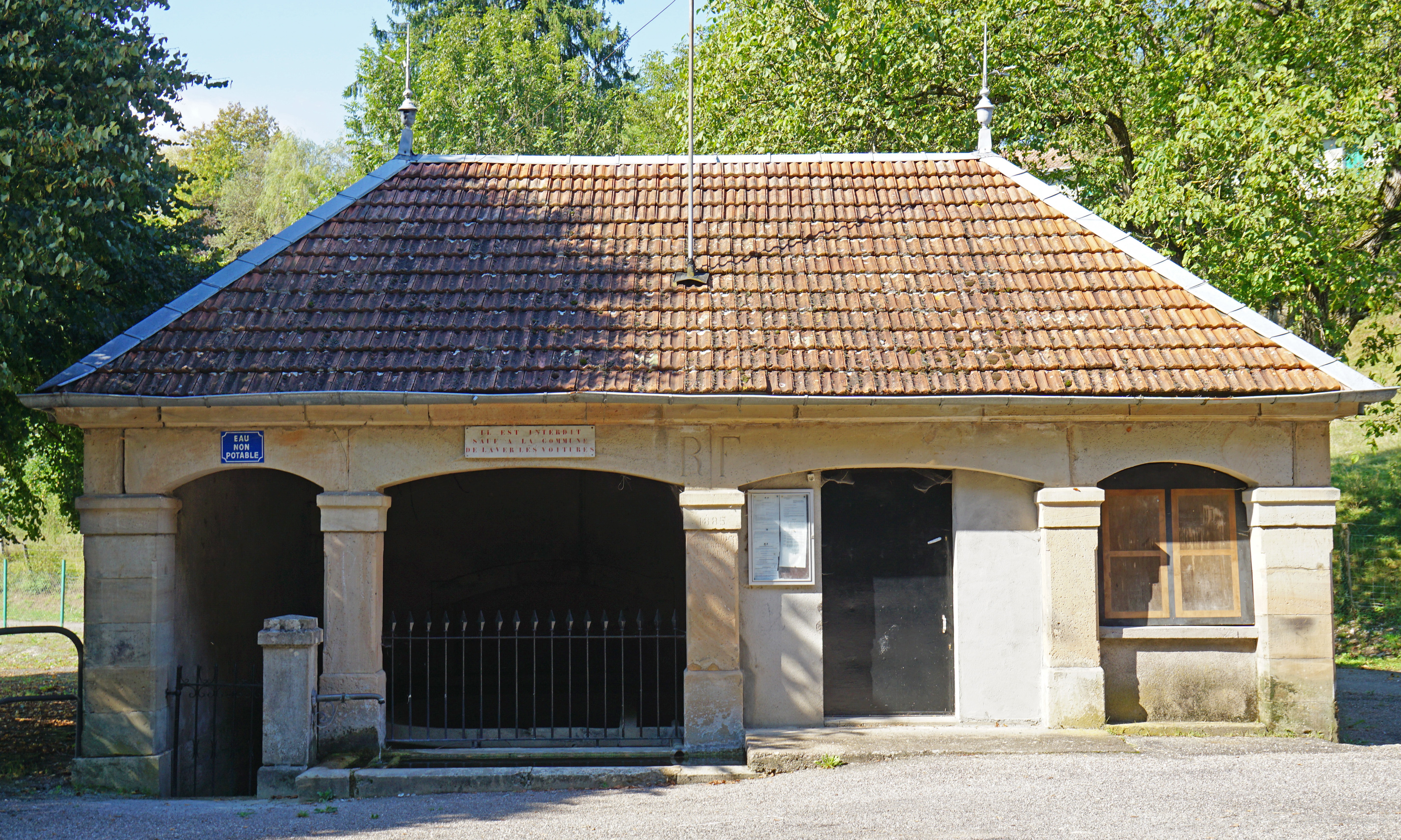
Lavoir de Vellechevreux-et-Courbenans.
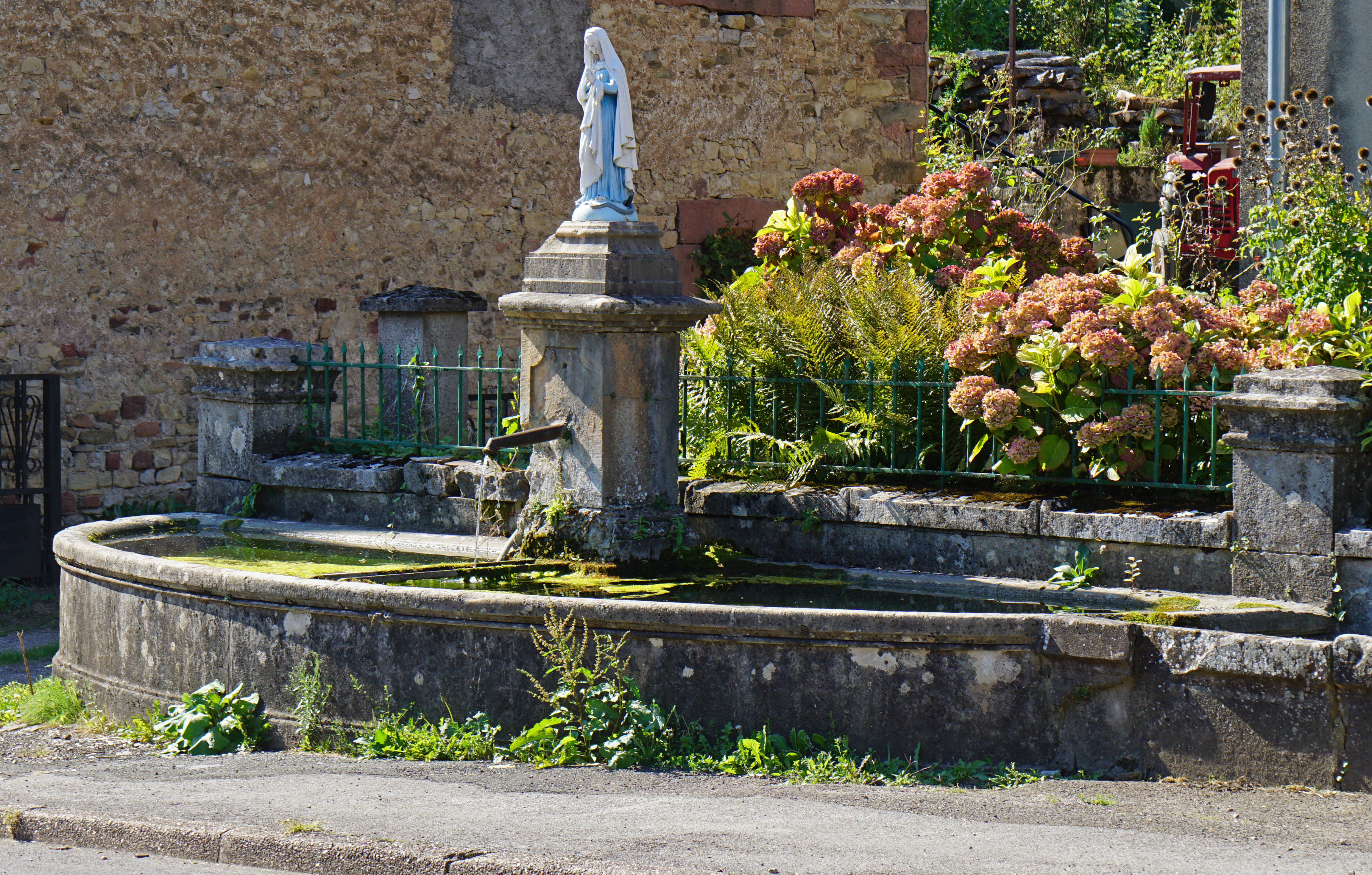
Fontaine de Vellechevreux-et-Courbenans.
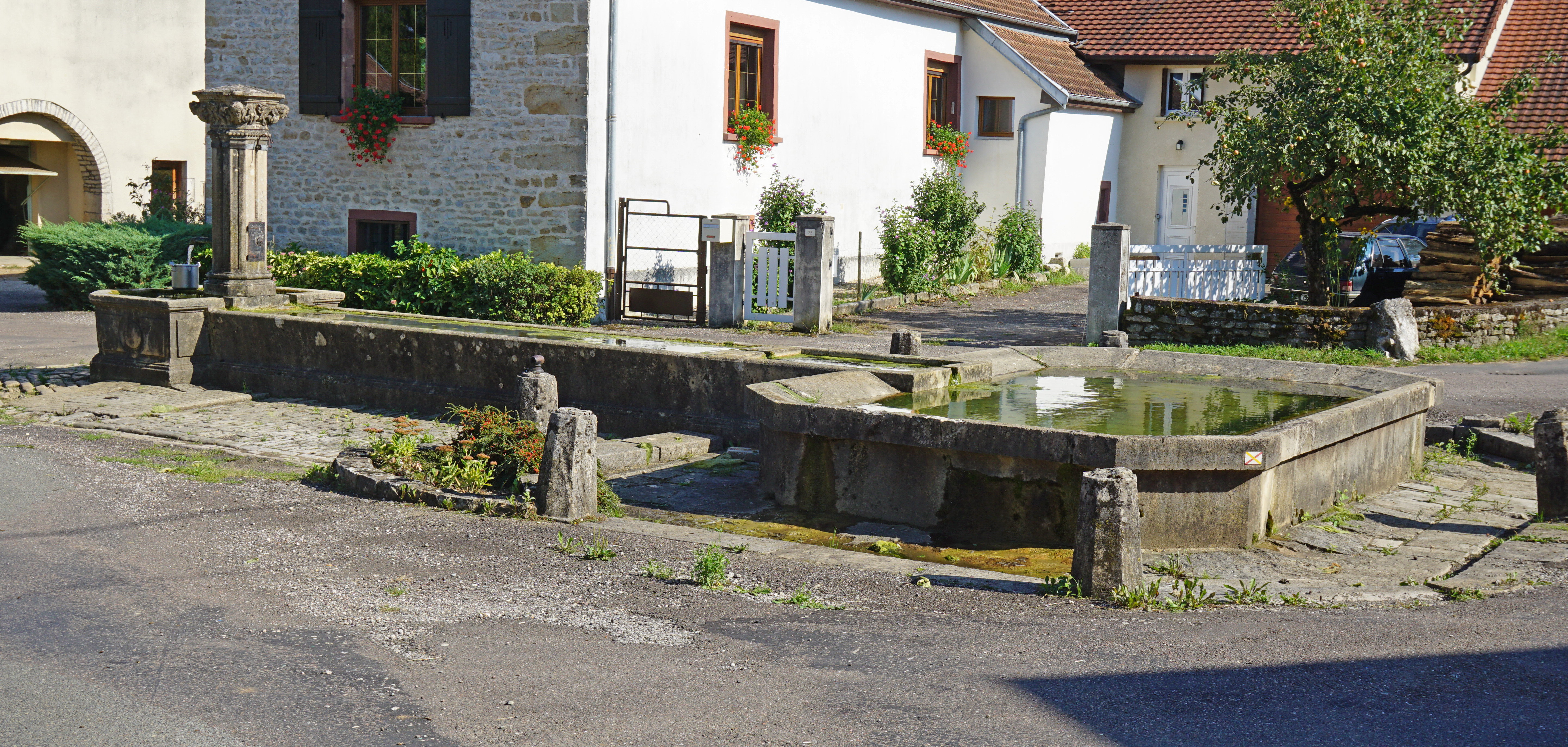
Fontaine de Courchaton
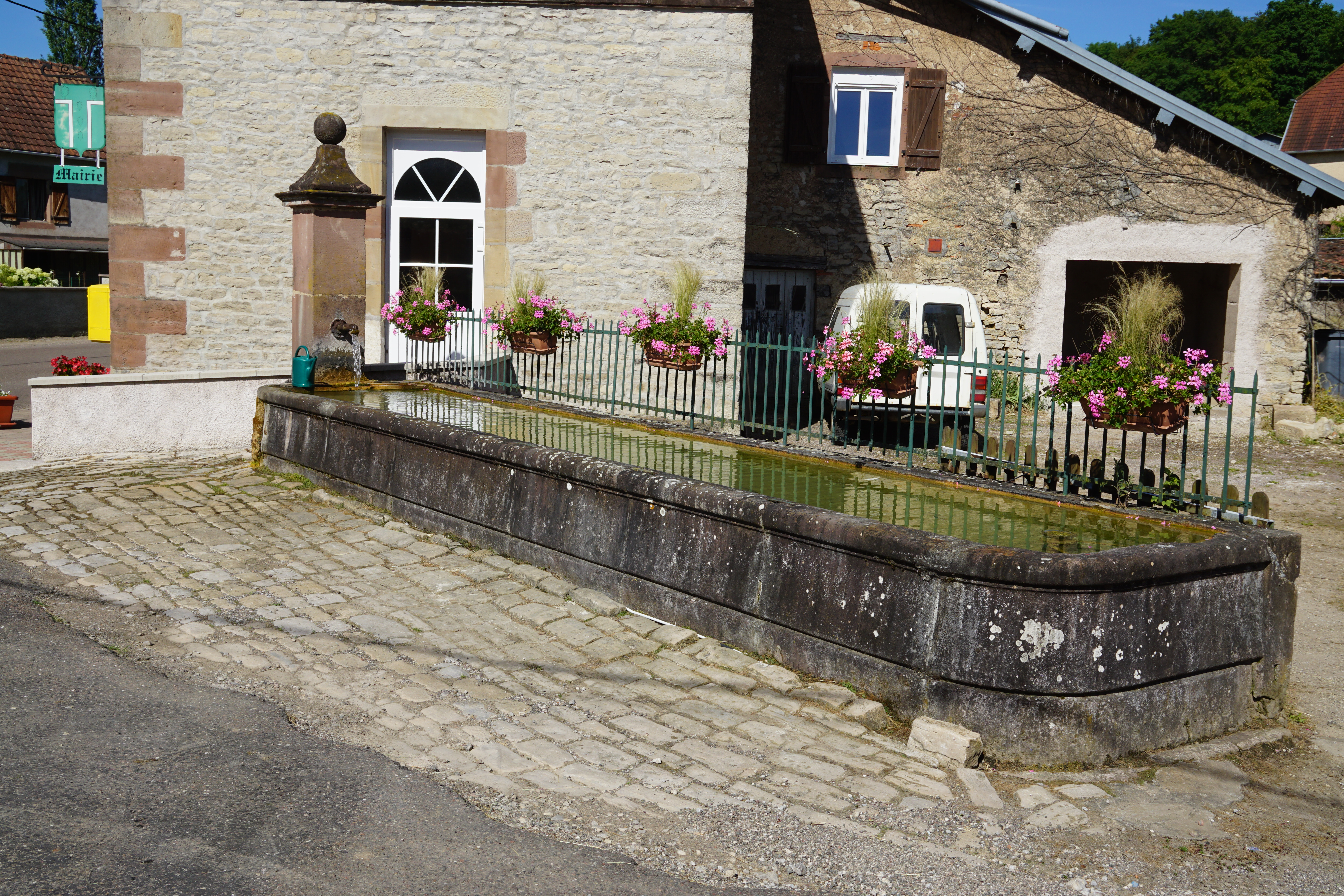
Fontaine de Georfans.

Les anciennes mairies ont une architecture notable notamment celle de Georfans surmontée d'un clocheton.

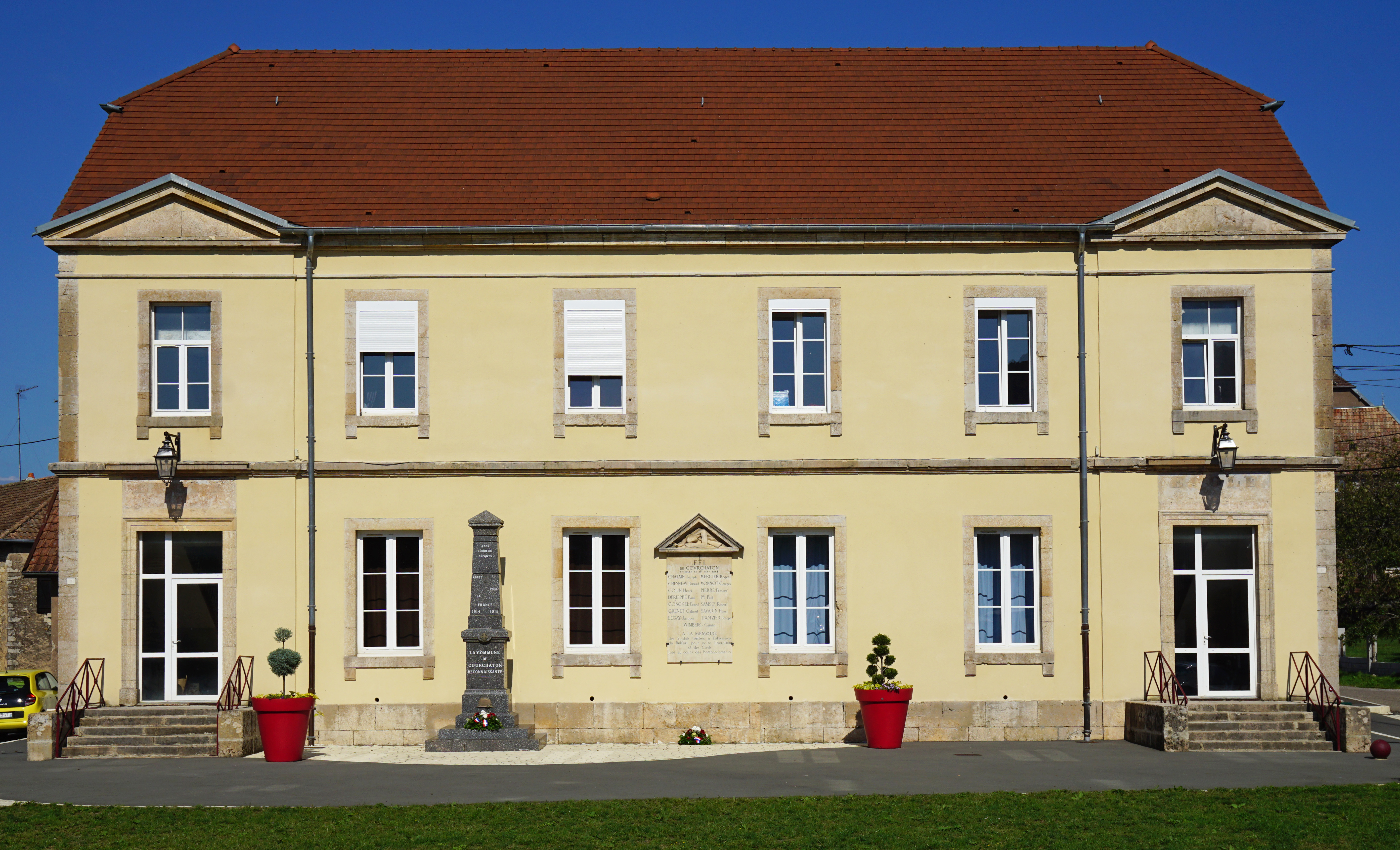
L'ancienne mairie-école de Courchaton.
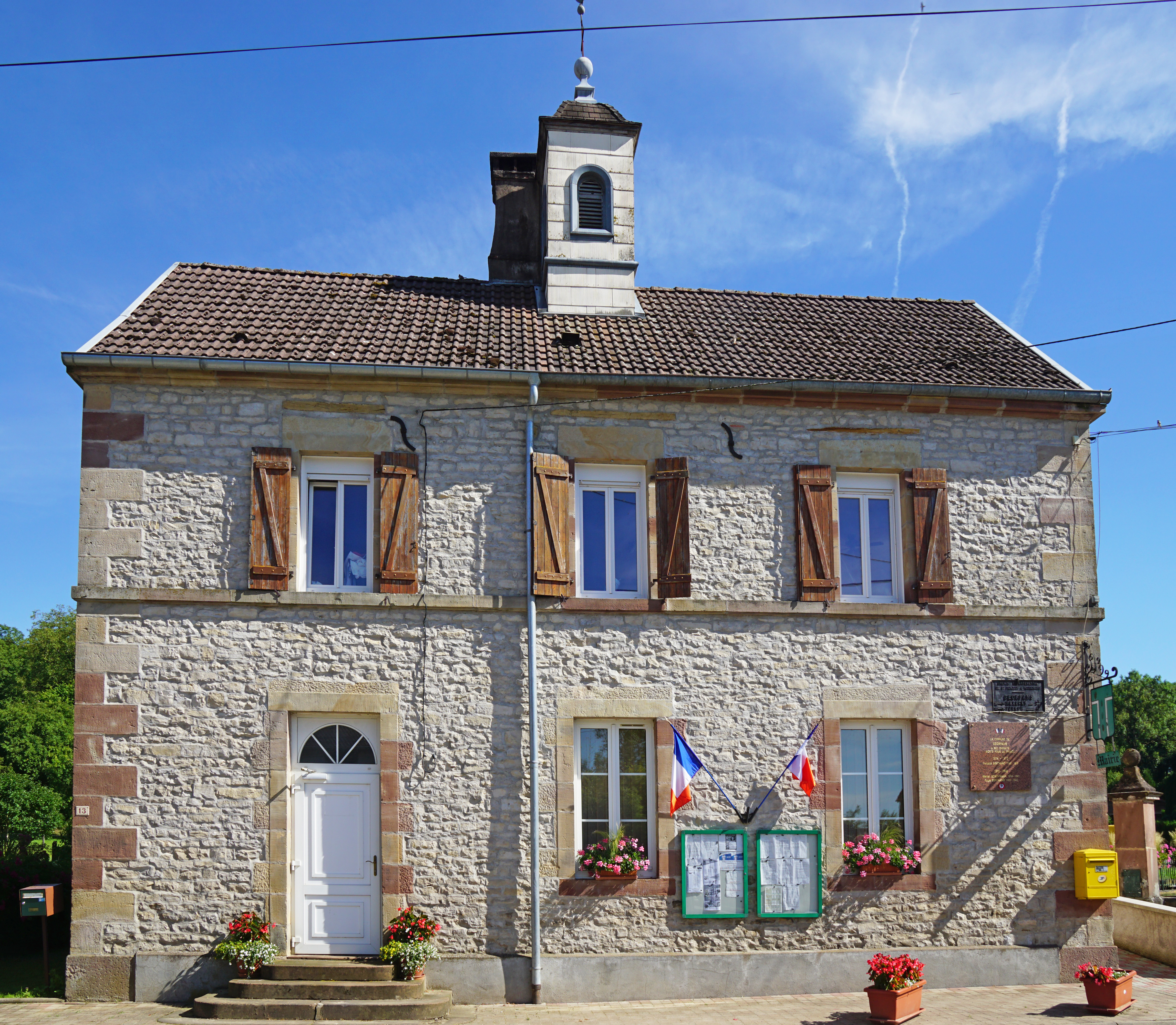
L'ancienne mairie de Georfans.